# Berbești
Berbești este un oraș în județul Vâlcea, Oltenia, România, format din localitățile componente Berbești (reședința), Dămțeni, Dealu Aluniș, Roșioara, Târgu Gângulești și Valea Mare. Este relativ nou ca oraș, fiind declarat oraș doar în urma legii 410 din 17 octombrie 2003. La emiterea acestei legi a contribuit faptul că localitatea, datorită exploatării miniere de lignit, a căpătat un aspect urban (22 de blocuri). Are o populație de circa 4750 locuitori.

### Așezarea geografică
Urmărind paralela de 45° latitudine nordică și meridianul de 24° longitudine estică, în vestul acestuia, pe cursul inferior al râului Tărâia, la 79 km de Rm. Vâlcea, pe drumul modernizat Milostea - Balș, se află localitatea Berbești. Localitatea Berbești este așezată la confluența râului Tărâia cu râul Olteț, are o lungime de 10 Km de la nord la sud și o lățime de 8 Km.

### Vecinii
Orașul Berbești se învecinează la nord cu localitatea Mateești, la nord-est cu localitatea Stroești, la est cu localitatea Copăceni, la sud - est comuna Roșiile, la sud cu localitatea Sinești, iar la vest se învecinează cu localitatea Alunu.

### Relieful
Teritoriul orașului Berbești, din punct de vedere morfo-structural, se încadrează în zona de tranziție de la Subcarpații Getici (dintre Cerna și Olteț), la Piemontul Getic pe o linie sudică ce trece din valea Oltețului, Ilaciu, pe stânga valea Tărâiei și după ce ocolește Dealul Aglărău, intersectează valea Cernei. Relieful localității este diversificat, cu relief în ,,cueste" (coastă), dar și depresionar intracolinar (în partea sudică, îndeosebi), cu văi dispuse perpendicular spre cea mai mare vale a râului Tărâia. Cele mai înalte forme de relief sunt dealurile, dispuse de la nord la sud. 
Dealul Alunului, care se prelungește cu Dealul Cornățelul Mateeștilor, aflat în partea de vest, are aproximativ 463m înălțime. Este acoperit cu păduri de gârniță, stejar și fag, iar la adâncimi mici, are straturi bogate de cărbune. 
Pe partea estică dealurile prezintă mici fragmentări ale înălțimilor cu 40-60m, ceea ce face ca, atunci când le privim din valea Tărâiei, să aibă aspectul unor " Flăcăi prinși în horă". Dealurile poartă diferite denumiri : Chicera, Surdun, Dealul lui Stan, Aglărău, Dealul Viilor, Cicaca, Zgubii, Turtitu și Seciu.
Cea mai joasă treaptă de relief a localității Berbești este luncaTărâiei, care este roditoare, cultivată cu cereale și legume.
În partea de sud se află depresiunea Tărâia - Ilaciu - Sinești, cu înălțimea de 317m, fiind depresiune intracolinară externă de eroziune.

## Istorie și prezent
Ca așezare, faptul că a fost locuită din cele mai vechi timpuri, reiese din descoperirea unor elemente arheologice de mare valoare istorică pentru această parte a lumii, numită România. Săpăturile arheologice efectuate pe dealurile ce înconjoară localitatea au scos la iveală ciocane de piatră și topoare de bronz.Mai mulți locuitori ai localități au găsit fosile de animale din perioada villafranchiană. Locuitorul Nicolin Teodor a strâns unelte din os, silex și piatră, care au fost descoperite în mai multe puncte din prundul râului Tărâia și pîrîului Războiului, aflate în prezent la Muzeul Județean din Rm. Vâlcea.
În muzeul școlii din Berbești, se păstrează un ciocan confecționat din piatră locală, cu lungimea de 7,5cm, lățimea muchiei de 4 cm și se termină cu un vârf puțin ascuțit. Acest cuțit împreună cu alte două exemplare asemănătoare, aparțin epocii pietrei, din neolitic, șlefuite cu migală de cei care le-au confecționat (foto 1). Tot din neolitic avem un ciocan folosit la pisare și zdrobire, cu formă de piramidă, cu o înălțime de 9 cm (foto 1).
Epoca metalelor pe teritoriul orașului Berbești, s-a descoperit , un topor de bronz, în primăvara anului 1973. Toporul de bronz are lungimea de 17,5 cm, lățimea tăișului e de 5,8 cm și greutatea de 766gr și prezintă urme de folosire , fiind confecționat prin turnare(foto 2).

De mult timp se știa de existența aurului negru - lignitul. Este cel mai bun din punct de vedere calitativ din toată Oltenia. De mult timp se știa de această bogăție care-și arăta spinarea neagră pe coastele din jur, iar oamenii locului l-au folosit din totdeauna pentru nevoile gospodăriei. Exploatare lui industrială a început să se facă prin anii 1970, sub forma de cariere la suprafață. Că a fost bună sau nu hotărârea, este o altă discuție.
Însă concret datorită acestei exploatări, comuna s-a dezvoltat mult din punct de vedere social devenind ușor un centru urban, a fost legată de restul țării cu cale ferată, șoselele au fost amenajate prin modernizare și asfaltare, au apărut noi legături rutiere asfaltate cu localitățile din jur, s-a dezvoltat în această parte a județului un grup școlar important tehnic cu școală profesională și liceu.
Exploatarea lignitului a afectat mediul înconjurător prin apariția unor halde de steril și alunecări de teren care au afectat multe locuințe, terenuri agricole și drumuri de acces, afectând grav și ecosistemul.

## Economie
Economia este marcată în special de exploatarea lignitului, pe lângă aceasta dezvoltându-se și alte firme de servicii. Exemplu este „Tunele SA” (șantierul 4),o firmă care-și desfășoară activitate de construcții industriale în Berbești.
În lunca Tărâiei, râul care străbate localitatea, se practică agricultura iar în zona de deal se cresc vite și se practica pomicultura.

## Demografie
Componența etnică a orașului Berbești
     Români (88,28%)
     Romi (1,91%)
     Alte etnii (0%)
     Necunoscută (9,81%)
Componența confesională a orașului Berbești
     Ortodocși (88,21%)
     Adventiști (1,21%)
     Alte religii (0,57%)
     Necunoscută (10,02%)
Conform recensământului efectuat în 2021, populația orașului Berbești se ridică la 4.231 de locuitori, în scădere față de recensământul anterior din 2011, când fuseseră înregistrați 4.836 de locuitori. Majoritatea locuitorilor sunt români (88,28%), cu o minoritate de romi (1,91%), iar pentru 9,81% nu se cunoaște apartenența etnică. Din punct de vedere confesional, majoritatea locuitorilor sunt ortodocși (88,21%), cu o minoritate de adventiști (1,21%), iar pentru 10,02% nu se cunoaște apartenența confesională.

## Politică și administrație
Orașul Berbești este administrat de un primar și un consiliu local compus din 15 consilieri. Primarul, Petre Glomnicu[*], de la Partidul Social Democrat, este în funcție din 1 noiembrie 2024. Începând cu alegerile locale din 2024, consiliul local are următoarea componență pe partide politice:
|  | Partid                          | Consilieri | Componența Consiliului | Componența Consiliului | Componența Consiliului | Componența Consiliului | Componența Consiliului | Componența Consiliului |
|  | ------------------------------- | ---------- | ---------------------- | ---------------------- | ---------------------- | ---------------------- | ---------------------- | ---------------------- |
|  | Partidul Național Liberal       | 6          |                        |                        |                        |                        |                        |                        |
|  | Partidul Social Democrat        | 5          |                        |                        |                        |                        |                        |                        |
|  | Partidul Puterii Umaniste       | 3          |                        |                        |                        |                        |                        |                        |
|  | Alianța pentru Unirea Românilor | 1          |                        |                        |                        |                        |                        |                        |

## Personalități născute aici
- Valerian Gârlă (n. 1986), fotbalist.